# Julio César Firrufino
Julio César Firrufino (ca 1578-1651) fou un matemàtic i enginyer, que va ser catedràtic de matemàtiques de la Real Academia de Matemàticas de Madrid.
Era fill de Julián Firrufino (ca 1535-1604), nascut a Alessandria (Milanesat) i que havia estat també Catedràtic de Geometria i Artilleria del rei d'Espanya. Malgrat això, es coneixen poques dades biogràfiques seves. Per un document datat el 1644 sabem que tenia aleshores 66 anys, per tant cal suposar que va néixer entorn el 1578, quan el seu pare era catedràtic d'artilleria naval de la Casa de Contratación i que, molt probablement, va néixer a Sevilla.
L'any 1600 va ser admès com protegit del capità general d'artilleria i, a la mort del seu pare el 1604, va ocupar la Càtedra de Matemàtiques i Fortificació, essent examinat per Andrés García de Céspedes i João Baptista Lavanha. Va ocupar el càrrec fins un any abans de la seva mort el 1651, essent substituït pel seu deixeble Luis Carduchi, d'una família a qui l'unia una llarga amistat des dels anys 20.
El 1626 va publicar Plática Manual y Breve Compendio de Artillería, que era un resum d'un tractat d'artilleria que se li havia prohibit publicar per raons d'estat.
El 1638 va ser acusat de frau en la construcció de 66 peces d'artilleria a Sevilla, fet pel qual va arribar a ser empresonat un temps durant el 1644.
El 1648 es va publicar el seu llibre més important: El perfecto artillero, que és una obra enciclopèdica però poc original.